# McKean (Kiribati)
Pour les articles homonymes, voir McKean.
McKean est un atoll des îles Phœnix, appartenant à la république des Kiribati.